# Messaoud Belloucif
Messaoud Belloucif (El Khroub, Argelia francesa, 30 de noviembre de 1940) es un exfutbolista de Argelia que jugó en la posición de defensa.

## Carrera

### Club
Jugó toda su carrera con el AS Khroub de 1962 a 1975.

### Selección nacional
Jugó para Argelia en 15 ocasiones de 1964 a 1968 y participó en los Juegos Mediterráneos de 1967 y en la Copa Africana de Naciones 1968.